# Cmentarz żydowski w Golubiu-Dobrzyniu (ul. Kościelna)
Cmentarz żydowski w Golubiu-Dobrzyniu – znajdował się przy obecnej ulicy Kościelnej i zajmował powierzchnię 0,09 ha, na której, wskutek dewastacji, nie zachowały się żadne nagrobki. Data założenia kirkutu pozostaje nieznana.